# Неспокійний гість (оповідання)
«Неспокійний гість» (рос. Беспокойный гость) — оповідання А. П. Чехова, вперше опубліковане у 1886 році.

## Історія
Оповіжання А. П. Чехова "Неспокійний гість" написаний у 1886 році. Вперше опублікований в 1886 році в «Петербурзької газеті» № 190 від 14 липня з підписом А. Чехонте, в 1887 році включений до збірки «В сутінках», увійшов до зібрання творів письменника, видаване А. Ф. Марксом.
За життя Чехова оповідання перекладалося на угорську, данську, німецьку, сербськохорватську і словацьку мови.
Критика не обійшла увагою оповідання. Анонімний автор рецензії на збірку «У сутінках» відніс розповідь «Неспокійний гість» до слабких оповідань. Сюжет оповідання, на думку рецензента збірника, натягнутий і "роблений". Інший рецензент розцінив оповідання «Неспокійний гість» і «Недобру справу» як «прості анекдоти, але дуже жваво розказані». 
Критик Дистерло угледів в оповіданні прагнення автора до «формальної правді», таке ж ставлення до оповідання висловлював критик Кигн.
Бєлінський відніс оповідання до творів, які рясніють «ніжними і сумними фарбами, що викривають у автора не лише спостерігача, а й поета, не тільки мислителя, але й гуманної людини».

## Сюжет
Дія оповідання відбувається вночі в хатинці лісника Артема. Під час бурі в хатинці сховалися дві людини — Артем і перехожий мисливець з собакою. Артем завів розмову про те, що він людей іноді боїться більше, ніж диких звірів: «Від звірів ти рушницею чи яким іншим знаряддям врятуєшся, а від злої людини нема тобі ніякого порятунку». І цього були причини. До нього приходили розбійники, які вимагали або грошей, яких у нього не було, або хліба. Мисливець не повірив, що у нього не було грошей.
Дізнавшись, що мисливець з Вязовки, Артем, поскаржився, що там нечисто, тому що грабували місцеву церкву. Крізь шум негоди, вони раптом почули крики про допомогу. Лісник злякався і попросив мисливця закрити на засув двері, але мисливець вирішив піти в ліс з собакою — подивитися, чи не потрібна комусь допомога. Лісник відмовився йти і не піддавався на умовляння. Мисливець пішов один, але через десять хвилин повернувся, сказавши, що це кричала баба на возі, яка згорнула не на ту дорогу. Він став звинувачувати лісника в підлості за байдужість до людей, які потребують допомоги і образившись, вирішив покарати лісника. Він став вимагати у нього грошей і погрожувати рушницею. Лісник розплакався, але грошей не дав. Тоді мисливець сказав, що йому огидно дивитися на лісника і пішов.